# Belltopper Falls
Die Belltopper Falls sind ein Wasserfall bislang nicht ermittelter Fallhöhe im Süden der neuseeländischen Insel Stewart Island. Er liegt im Lauf des Pegasus Creek, der kurz hinter dem Wasserfall in das Kopfende des Port Pegasus mündet.